# Neonesidea subdeltoidea
Neonesidea subdeltoidea is een mosselkreeftjessoort uit de familie van de Bairdiidae. De wetenschappelijke naam van de soort is voor het eerst geldig gepubliceerd in 1830 door Münster.